# Igor Gräzin
Igor Gräzin, né le 27 juin 1952 à Tartu, est un homme politique estonien. Membre du Parti de la réforme d'Estonie (ER), il est député européen du 5 septembre 2018 au 1er juillet 2019.